# Sorø Amt (1662-1793)
Sorø Amt blev oprettet i 1662 af det tidligere Sorø Len. Amtet bestod kun af et enkelt herred, nemlig Alsted. Amtet blev i 1748 lagt sammen med Ringsted Amt. Efter reformen af 1793, blev området i 1798 centrum i et nyt og væsentligt større amt af samme navn, se Sorø Amt.

## Amtmænd
- 1683 – 1707: Tage Thott
- 1712 – 1735: Jacob Frants von der Osten
- 1735 – 174?: Wilhelm August von der Osten
- 1743 – 1745: Christoph Ernst von Beulwitz
- 1746 – 1748: Heinrich 6. af Reuss-Köstritz (fortsatte i Ringsted Amt)
- 1760 – 1764: Frederik Danneskiold-Samsøe
- 1785 – 1798: Vilhelm Mathias Scheel